# توگو (مستعمره آلمانی)
توگو بخشی از مستعمره‌های امپراتوری آلمان در آفریقای غربی میان سال‌های ۱۸۸۴ تا ۱۹۱۴ میلادی بود. این سرزمین دربرگیرندهٔ توگوی کنونی و منطقه ولتای غنا بود. بنیادگذاری این مستعمره به رویداد تقسیم آفریقا بازمی‌گشت.
در خلال جنگ جهانی اول و پس از لشکرکشی توگو، این سرزمین میان دولت‌های فرانسه و بریتانیا تقسیم‌شد.